# Thorleif Larsen
Thorleif Larsen (Fredrikstad, 7 dicembre 1916 – 21 giugno 1975) è stato un calciatore norvegese, di ruolo attaccante.

## Carriera

### Club
Larsen giocò con la maglia del Fredrikstad dal 1937 al 1952., con cui ha vinto 3 Coppe nazionali e 3 campionati nazionali, di cui due di fila.

### Nazionale
Conta 2 presenze per la Norvegia. Esordì il 26 agosto 1945, nella sconfitta per 4-2 contro la Danimarca.

## Palmarès

### Club

#### Competizioni nazionali
- Coppa di Norvegia: 3

Fredrikstad: 1938, 1940, 1950
- Campionato norvegese: 3

Fredrikstad: 1948-1949, 1950-1951, 1951-1952